# Eduardo Dias
Eduardo de Freitas Braz Dias, detto Edu (San Paolo, 13 settembre 1980), è un ex giocatore di calcio a 5 brasiliano.

## Carriera
Il suo trasferimento alla Luparense, nel 2003 , coincide con la convocazione nella nazionale italiana con la quale ha disputato due amichevoli. A fine stagione passa al Torino Cesana con cui conquista, nel 2005, la promozione in Serie A2. Dopo una breve parentesi allo Sport Five approda, nel 2009, all'Asti, dove ritrova Ramon, suo compagno e connazionale ai tempi del Torino Cesana. Con gli orange allenati da Sergio Tabbia conquista, nel 2010, la promozione in Serie A2 e, nel 2012, la Coppa Italia. Nonostante la sua cessione nel 2013,  è tornato nella società astigiana come allenatore all'interno del settore giovanile. Al termine della stagione 2020-21 annuncia il suo ritiro; contestualmente viene nominato responsabile del settore giovanile della L84.

## Palmarès
- Coppa Italia: 1

Asti: 2011-2012
- Campionato di Serie A2: 1

Asti: 2009-2010 (girone A)
L84: 2020-2021 (girone A)
- Campionato di Serie B: 2

Real Cesana: 2004-2005 (girone A)
Astense: 2013-2014 (girone A)